# Gotthilf August Francke

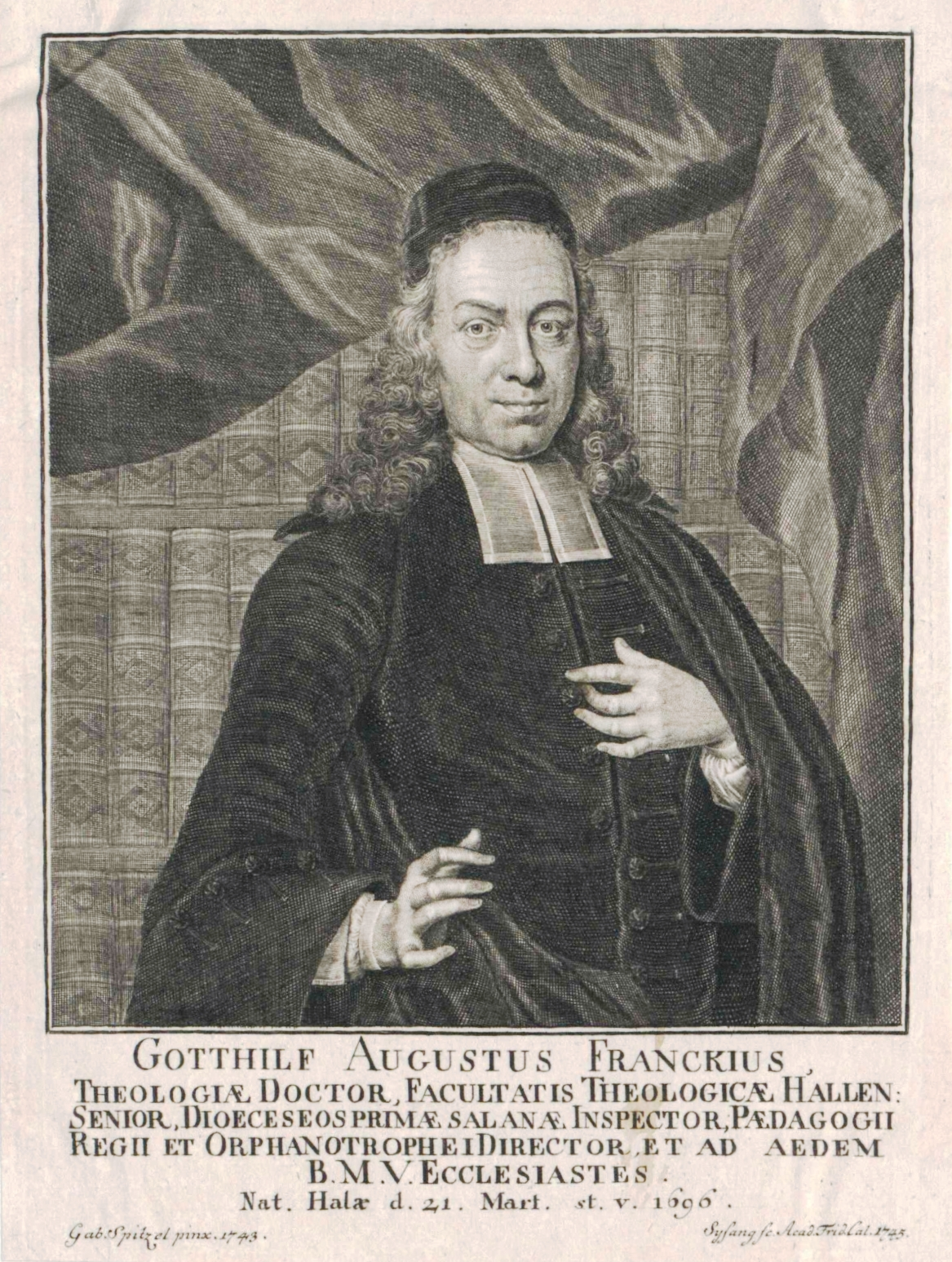
Gotthilf August Francke (1743)

Gotthilf August Francke (* 1. April 1696 in Glaucha; † 2. September 1769 in Halle (Saale)) war ein deutscher Theologe und Pädagoge.

## Leben und Werk

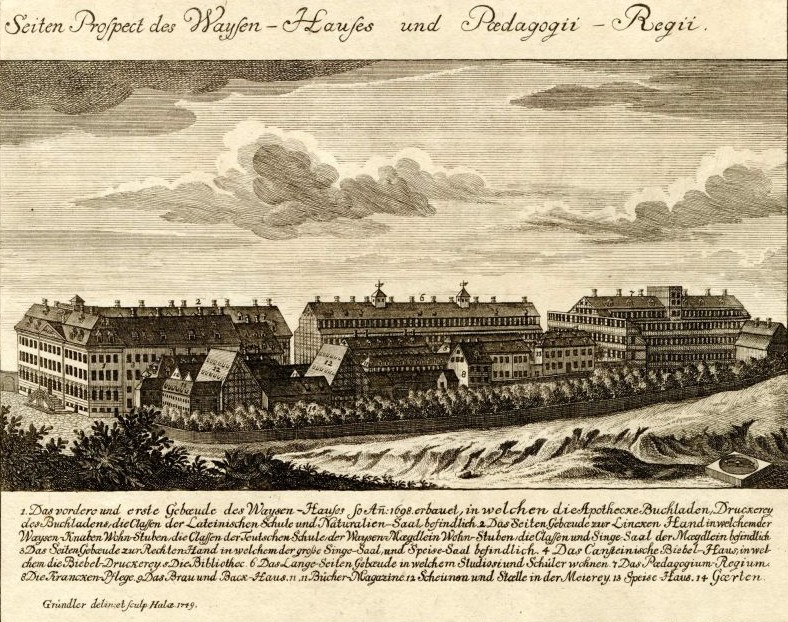
Ansicht von Waisenhaus und Pädagogium 1749

Als Sohn von August Hermann Francke war er schon früh Mitarbeiter in den von diesem gegründeten Franckeschen Stiftungen in Halle.
Nach dem Studium, unter anderem in Jena, wurde er 1720 zum Pfarrer ordiniert. Seine erste Pfarrstelle war am Zucht- und Arbeitshause in Halle. 1723 wurde er zum Adjunkt an der Marienkirche berufen und erhielt hier 1740 die Stelle des Archidiakons. Ebenfalls 1723 wurde er zugleich mit Johann Jakob Rambach zum Adjunkt der theologischen Fakultät der Universität Halle ernannt; 1726 wurde er zum außerordentlichen, ein Jahr später nach dem Tod seines Vaters zum ordentlichen Professor (zugleich mit Rambach) befördert. 1730 wurde ihm die Inspektion (Superintendentur) der ersten Diözese der Kirchen und Schulen im Saalkreis übertragen. 1739 promovierte er zum Doktor der Theologie und wurde 1767 zum Konsistorialrat für das Herzogtum Magdeburg ernannt.
Nach dem Tod seines Vaters wurde er 1727 sein Nachfolger als Direktor der Franckeschen Stiftungen, zunächst gemeinsam mit seinem Schwager Johann Anastasius Freylinghausen bis zu dessen Tod 1739. Er baute das Lebenswerk seines Vaters weiter aus und bemühte sich besonders um die Missionsarbeit in Übersee, wie in Indien und Britisch-Nordamerika. 1741 sandte er Henry Melchior Mühlenberg nach Pennsylvanien.
Gotthilf August Francke wurde auf dem halleschen Stadtgottesacker bestattet. Sein Grab befindet sich im Gruftbogen 81, der franckeschen Familiengruft. Eine Grabinschrift ist nicht mehr erhalten.

## Werke
- Kurtze Nachricht von einigen evangelischen Gemeinen in America. Halle: Waysenhaus 1744.
- Schuldiges Lob- und Danck-Opfer für die Güte und Wohlthaten Gottes, so derselbe an dem Waysenhause zu Glaucha an Halle vor funfzig Jahren geleget worden, bis hieher reichlich erzeiget hat, den 24sten Jul. 1748 [...]. Halle: Waisenhaus, 1748.
- Anzeige und Berechnung des so wol von allen und ieden Gemeinen der ersten Inspection des Saalcreises, als auch sonst von einigen Gönnern und Freunden eingeschickten und an E. Hochlöbl. Ober-Consistorium übermachten liebreichen Beytrages zur Nothdurft der durch den Krieg von allen Lebensmitteln entblößten Prediger, Schulleute und anderer Personen von allerley Ständen [...]. Halle: Waysenhaus, 1761.
- Danckschreiben an sämtliche Lehrer und Gemeinen der Ersten Inspection des Saalcreises wegen bewiesenen besondern Fleisses und Bereitwilligkeit in Besorgung und Darreichung eines liebreichen Beytrages zur Nothdurft der durch feindliche Drangsale in äusserstes Elend gesetzten Prediger und Schulleute: nebst einigen Beylagen, worin Nachricht ertheilet wird, wie bereits vorher viele andere Gemeinen darin ein lobwürdiges Exempel der Nachfolge gegeben haben. Halle: Waysenhaus, 1761 (nur ein Exemplar in deutschen Bibliotheken, in Staatsbibl. Bamberg).

### Herausgeberschaft
- Der Königlich dänischen Missionarien aus Ost-Indien eingesandte ausführliche Berichte von dem Werck ihres Amts unter den Heyden. 1710–1772 (sog. Hallesche Berichte, 108 Bände, Digitalisat).
- August Hermann Franckens Erklärung der Psalmen Davids, 2 Bände; Halle an der Saale, 1730/1731
- S¯efêr tehill¯im. Edendvm Curavit Gotth. Avg. Franckivs; Halae Magdebvrgicae: Impensis Orphanotrophei, 1738 (Hebräische Ausgabe der Psalmen, mit einem lateinischen Vorwort).
- Johann Anastasii Freylinghausen … Geistreiches Gesang-Buch: den Kern alter und neuer Lieder … / mit einem Vorbericht herausgegeben. Halle: Wäysenhaus 1741.
- Johann Arndts … Vier Bücher vom Wahren Christenthum: das ist, Von heilsamer Busse, hertzlicher Reue und über die Sünde … / nebst desselben Paradis-Gärtlein ; aufs neue mit Fleisz durchgesehen und herausgegeben. 11. Auflage, Halle: Wäysenhaus 1755.

### Korrespondenz
- Hertzliebe Mama: Briefe aus Jenaer Studientagen 1719–1720. Hrsg. von Thomas Müller und Carola Wessel unter Mitarbeit von Christel Butterweck und eingeleitet von Udo Sträter. Halle: Verlag der Franckeschen Stiftungen im Niemeyer-Verlag Tübingen 1997, ISBN 3-484-84200-8 (Niemeyer); ISBN 3-931479-03-X (Franckesche Stiftungen).